# 沃苏勒区
沃苏勒区（法語：Arrondissement de Vesoul）是法国上索恩省所辖的一个区。总面积3453.9平方公里，总人口127683，人口密度37人/平方公里（2018年）。主要城镇为沃苏勒。

## 辖区
沃苏勒区辖有346个市镇。